# Terminalområde
Et terminalområde (forkortet "TMA" – Terminal Maneuvering Area) er et kontrolleret luftrum, der strækker sig opefter fra en given højde over jordens eller vandets overflade til en fastsat øvre grænse. Terminalområdet bruges til at dirigere ankommende og afgående flyvninger til og fra kontrolzonen ved en eller flere flyvepladser.
| Trafik | Spire Denne trafikartikel er en spire som bør udbygges. Du er velkommen til at hjælpe Wikipedia ved at udvide den. |